# Andreas Kjernander
Andreas Jonæ Kjernander, född 1687 i Norrköping, Östergötlands län, död 18 november 1736 i Lofta församling, Kalmar län, var en svensk präst.

## Biografi
Andreas Kjernander föddes 1687 i Norrköping och döptes 24 mars samma år. Han var son till rektorn vid Norrköpings trivialskola. Kjernander blev 1706 student vid Uppsala universitet och 1711 vid Lunds universitet. Han avlade 1719 magistergraden och prästvigdes 28 april 1713. Kjernander blev 1714 regementspastor vid Östgöta kavalleriregemente och 1718 kyrkoherde i Kimstads församling. Han blev 1730 kyrkoherde i Lofta församling och utnämndes 1730 till prost. Kjernander avled 1736 i Lofta församling.

### Familj
Kjernander gifte sig första gången 1714 med Maria Klingenberg (1687–1731), dotter till rådmannen Pehr Claesson Klingenberg och Helena Månsdotter. De fick tillsammans barnen Brita Helena Kjernander (1717–1744), Anna Maria Kjernander som var gift komministern Rydman i Västra Eds församling, Beata Kjernander (född 1720), kungliga livmedikusen Jonas Kjernander (1721–1778), Elisabeth Kjernander som var gift med apologisten Sondenius vid Linköpings trivialskola, Catharina Kjernander (1723–1733), Hedvig Kjernander (född 1727) som var gift med borgmästaren Gustaf Peter Treutiger i Skänninge.
Han gifte sig andra gången 1733 i Norrköping med Christina Brita Brandstedt (1710–1765), dotter till häradsskrivaren Christoffer Brandstedt och Maria Ljungman. Hon var änka efter handlanden Henrik von Brobergen i Norrköping. Kjernander och Brandstedt fick tillsammans barnen Andreas Kjernander (1733–1733) och Maria Christina Kjernander som var gift med kyrkoherden Petrus Löngren i Väderstads församling. Efter Kjernander gifte Brandstedt om sig med kyrkoherden Henricus Berselius i Klockrike församling.